# Nicola Lake Indian Reserve 1
Nicola Lake Indian Reserve 1 är ett reservat i Kanada.   Det ligger i provinsen British Columbia, i den södra delen av landet, 3 300 km väster om huvudstaden Ottawa.
Trakten runt Nicola Lake Indian Reserve 1 består i huvudsak av gräsmarker. Trakten runt Nicola Lake Indian Reserve 1 är nära nog obefolkad, med mindre än två invånare per kvadratkilometer.